# Maple Hill (Kansas)
Maple Hill – miasto w Stanach Zjednoczonych, w stanie Kansas, w hrabstwie Wabaunsee.